# Sigaloseps ruficauda
Sigaloseps ruficauda — вид сцинкоподібних ящірок родини сцинкових (Scincidae). Ендемік Нової Каледонії.

## Поширення і екологія
Sigaloseps ruficauda мешкають на вершині гори Моу, розташованої на території Південної провінції Нової Каледонії. Вони живуть у високогірних чагарникових заростях макі та у вологих гірських тропічних лісах. зустрічаються на висоті від 1000 до 1300 м над рівнем моря. Ведуть наземний, напівриючий спосіб життя, ховаються під камінням та в ґрунті. Ймовірно, відкладають яйця.

## Збереження
МСОП класифікує цей вид як такий, що перебуває на межі зникнення. Sigaloseps ruficauda загрожує знищення природного середовища та хижацтво з боку інтродукованих щурів, кішок і свиней.